# Emo von Wittewierum
Emo von Wittewierum (oder von Huizinga) (* um 1170 vermutlich in Fivelgo; † 1237 in Jukwerd bei Delfzijl, Niederlande) war ein Prämonstratenser-Chorherr, der als Augenzeuge von der ersten Marcellusflut 1219 berichtete.

## Leben
Emo stammte aus der Nähe von Groningen. Nach dem Besuch der Schule eines Benediktinerklosters studierte er Kanonisches Recht in Paris. 1190 immatrikulierten er und sein Bruder Addo sich in Oxford, wo er als Emo of Friesland als erster namentlich bekannter ausländischer Student verzeichnet ist. Anschließend setzte er seine Studien in Orléans fort. Nach seiner Rückkehr als Magister war er Schulmeister und Pfarrer in Huizinge (heute ein Teil der Gemeinde Eemsdelta bei Groningen).

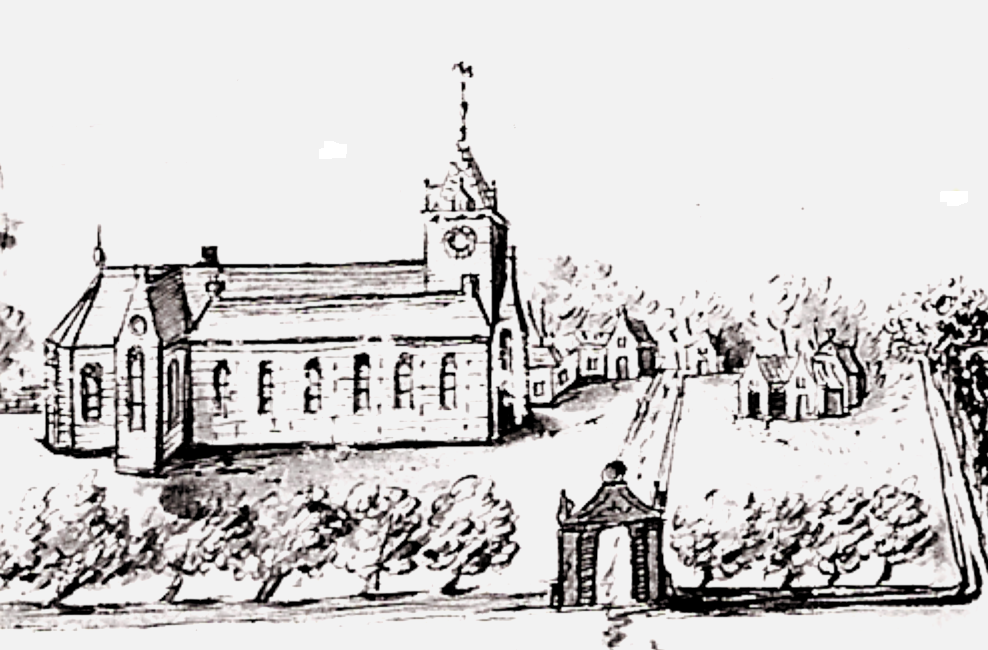
Kirche von Wittewierum auf einer Darstellung von etwa 1600

Im Jahr 1208 trat er in ein von seinem Cousin Emo van Romerswerf gegründetes Kloster bei Groningen ein und erwirkte 1209 dessen Anschluss an den Orden des Norbert von Xanten. Die Inkorporation der Kirche von Wierum führte zur Verlegung des Klosters nach Wittewierum, wie der Ort nun nach dem weißen Habit der Prämonstratenser genannt wurde, und zu einem schnellen Aufstieg des Klosters, das mit dem Frauenkloster Campus rosarum (Rozenkamp) zu einem Doppelkloster verbunden wurde. Als der Bischof von Münster Otto I. von Oldenburg die Stiftung der Wierumer Kirche rückgängig machen wollte, reiste Emo nach Rom, um seine Ansprüche bei Papst Innozenz III. durchzusetzen. 1213 konnte das Kloster unter dem Namen Hortus Floridus (Bloemhof) offiziell gegründet werden.
Die Auseinandersetzung mit den Bauern, die verlangten, dass das Kloster wegen seines direkt am Deich der Ems befindlichen Vorwerks den gesamten Deichpflichten der Region nachkommen sollte, endete mit einem Kompromiss: Jeder Landbesitzer war verpflichtet, sich an der Instandhaltung des Deichs zu beteiligen. Die erste Marcellusflut am 16. Januar 1219 überstand das Männerkloster anscheinend unbeschadet, während die Nonnen des Frauenklosters nur ihr Leben retten konnten. Obwohl Emo versuchte, die Ursachen der Flut naturphilosophisch mit der Vier-Elemente-Lehre zu begründen, sah er dennoch die Flut auch als Strafe Gottes für die Menschen, besonders auch für die Bauern, die ihren Pflichten nicht nachkommen wollten. Trotzdem halfen die Ordensleute den durch immer neue Überschwemmungen in den folgenden Jahren bedrängten Bauern tatkräftig bei der Reparatur der Deiche.
1225 wurde Emo Abt des Klosters. Dort richtete er eine große Bibliothek ein mit Werken der Kirchenväter und zeitgenössischer Theologen. 1235 führte der Streit mit dem Bischof Dietrich III. von Isenberg so weit, dass der Bischof über Emo die Exkommunikation verhängte. Der Papst entschied dagegen für Wittewierum. Der Bischof musste seinen der Bevölkerung unliebsamen Offizial entlassen und erhielt auch nicht die geforderten Abgaben.
1237 starb Emo bei einem Besuch des Frauenklosters Campus rosarum.

## Chronicon abbatum in Werum
Sein wichtigstes Werk ist das von ihm im mittelalterlichen Latein verfasste und von seinen Nachfolgern Menko und Folkert bis 1296 weitergeführte Chronicon abbatum in Werum. Die Chronik beginnt mit der Gründung des Klosters 1213. Es ist eine reiche Quelle für die Geschichte des mittelalterlichen Friesland, insbesondere für die Umgebung von Groningen. So enthält die Chronik den einzigen Augenzeugenbericht über die erste Marcellusflut und berichtet von Thomas Olivier, der in Friesland 1210 bis 1213 zum Kreuzzug aufrief. Emo gibt auch einen Bericht eines Bekannten wieder, der die Erlebnisse friesischer Teilnehmer am Kreuzzug von Damiette 1217 bis zur Ankunft in Akko schildert. Auch der Stedingerkrieg von 1230 wird behandelt.
In der Chronik sind vier Soliloquia (Selbstgespräche) enthalten, in denen Emo nach Art des Augustinus von Hippo über seinen eigenen Werdegang und theologische Themen reflektiert. Sie bieten Einblicke in das Denken und das Seelenleben eines mittelalterlichen Ordensmanns. Emo setzt sich darin kritisch mit dem asketisch-monastischen Ideal und seiner eigenen Rolle als Priester und auch mit der Frage der Simonie auseinander. Er thematisiert auch seine Überlegung, um einer Frau willen das Kloster zu verlassen. Seine Entscheidung, trotzdem ins „Gefängnis“ des Klosters zurückzukehren, war für ihn ein Beispiel für die menschliche Willensfreiheit.
Vom Chronicon abbatum in Werum befinden sich zwei guterhaltene auf Pergament geschriebene Handschriften aus dem 13. und dem 15. Jahrhundert im Archiv in Groningen, von denen die ältere möglicherweise das Original ist. Vier weitere von seinem Schüler und Nachfolger Menko in der Chronik erwähnte Werke mit den Titeln De anima, Arbor vitiorum et virtutum, De differentia criminum und De differentia virtutum politicarum et theologicarum haben sich nicht erhalten.